# Moçambique na Universíada de Verão de 2021
Moçambique participou da Universíada de Verão de 2021, que aconteceu em Chengdu, na China, entre 28 de julho e 8 de agosto de 2023.
Foram dois atletas — um masculino e um feminino — em uma única modalidade olímpica.

## Competidores
Esta foi a modalidade e atletas que disputaram a edição:
| Esporte | Masculino | Feminino | Total |
| ------- | --------- | -------- | ----- |
| Judo    | 1         | 1        | 2     |
| Total   | 1         | 1        | 2     |

## Desempenho

### Judo
Masculino
| Atleta                  | Evento   | Preliminar             | Oitavas                | Quartas                | Semifinais             | Final                  | Posição     | Ref.  |
| Atleta                  | Evento   | Adversário e resultado | Adversário e resultado | Adversário e resultado | Adversário e resultado | Adversário e resultado | Posição     | Ref.  |
| ----------------------- | -------- | ---------------------- | ---------------------- | ---------------------- | ---------------------- | ---------------------- | ----------- | ----- |
| Kevin Vazikakis Loforte | até 66kg | ALG Boubertakh D 00–11 | Não avançou            | Não avançou            | Não avançou            | Não avançou            | Não avançou | [ 3 ] |

Feminino
| Atleta                          | Evento   | Preliminar             | Oitavas                | Quartas                | Semifinais             | Final                  | Posição     | Ref.  |
| Atleta                          | Evento   | Adversário e resultado | Adversário e resultado | Adversário e resultado | Adversário e resultado | Adversário e resultado | Posição     | Ref.  |
| ------------------------------- | -------- | ---------------------- | ---------------------- | ---------------------- | ---------------------- | ---------------------- | ----------- | ----- |
| Jennie Claudia de Barros Munene | até 48kg | CHN Yan D 00–10        | Não avançou            | Não avançou            | Não avançou            | Não avançou            | Não avançou | [ 4 ] |